# Amarousio
Amarousio (Grieks: Αμαρούσιο) is een gemeente (dimos) in de Griekse bestuurlijke regio (periferia) Attica.

## Geboren
- Spiridon Louis (1873-1940), atleet
- Dimítrios Chondrokoúkis (1988), atleet